# Cleistocactus xylorhizus
Cleistocactus xylorhizus är en kaktusväxtart som först beskrevs av Friedrich Ritter, och fick sitt nu gällande namn av Ostolaza. Cleistocactus xylorhizus ingår i släktet Cleistocactus, och familjen kaktusväxter. Inga underarter finns listade i Catalogue of Life.